# Дугачки прегибач палца
Дуги прегибач палца  причвршћује се за плантарну површину фаланге великог прста ноге и одговоран је за савијање тог прста. Он је један од три дубока мишића задњег дела ноге, а остали су дуги прегибач прстију и задњи голењачин мишић (који је најснажнији од ових дубоких мишића). Сва три мишића су инервисана голењачним нервом који чини половину великог седалног живца.

## Галерија
- Animation. Flexor hallucis longus shown in red.
- Right leg seen from back. Deep layer.
- Muscles of the sole of the foot. Second layer.